# Anniella
Anniella är ett släkte i ordningen fjällbärande kräldjur (Squamata) och den enda systematiska gruppen i familjen Anniellidae.
Arterna blir ungefär 30 centimeter lång och liknar i utseende kopparödlor. I motsats till dessa saknar de en öronöppning och de har inte heller benplattor under fjällen. Liksom hos kopparödlor saknas extremiteter. De har små ögon med rörliga ögonlock. På dagen gömmer de sig vanligen underjordisk och på natten letar de efter föda. Födan utgörs främst av insekter och deras larver.
Anniella föder levande ungar (vivipar). Honor föder mellan september och november en till fyra ungar. Efter ungefär tre år är ungdjuren könsmogna.
Arterna har alltid färre än 15 tänder i underkäken och tänderna som ligger längre bak i käken saknar knölar på toppen. Habitatet utgörs av sanddyner vid havet samt av dalgångar i bergstrakter som kan ligga upp till 1600 meter över havet. Marken bör ha lite fuktighet kvar.

## Arter
Till släktet räknas två arter som förekommer i delstaterna Kalifornien (USA) och Baja California (Mexiko). En art är endemisk för ön San Geronimo (spanska: Isla San Jerónimo) som ligger väster om halvön Baja California.
- Anniella pulchra
- Anniella geronimensis